# Herbert Seidl
Herbert Seidl ist ein ehemaliger österreichischer Radrennfahrer.

## Sportliche Laufbahn
Seidl war im Straßenradsport aktiv. 1975 startete er für Österreich im Einzelrennen der Straßenradsport-Weltmeisterschaften der Junioren und kam auf den 47. Rang.
Seidl startete elfmal in der Österreich-Rundfahrt. 1986 war der 10. Platz sein bestes Resultat im Gesamtklassement. 1979 und 1988 holte er einen Etappensieg in der Rundfahrt.
1983 wurde er Zweiter in der Burgenland-Rundfahrt hinter Johann Traxler. 1985 wurde er Zweiter bei Wien–Rabenstein–Gresten–Wien hinter Johann Lienhart. 1983 startete Seidl mit der Nationalmannschaft im Grand Prix Guillaume Tell, konnte das Rennen aber nicht beenden.